# Księży Most
Księży Most (wcześniej Księżymost; ukr. Княжий Міст) – wieś na Ukrainie, w rejonie jaworowskim (do 2020 roku w rejonie mościskim) obwodu lwowskiego. Wieś liczy 663 mieszkańców.
W II Rzeczypospolitej do 1934 samodzielna gmina jednostkowa. Następnie należała do zbiorowej wiejskiej gminy Sądowa Wisznia w powiecie mościskim w woj. lwowskim. Po wojnie wieś weszła w struktury administracyjne Związku Radzieckiego.
We wsi urodził się dr Wołodymyr Pomirko (1905–1974), ukraiński lekarz weterynarii oraz działacz społeczny.
We wsi jest przystanek kolejowy Księży Most.